# Bizkaiko Itzulia
La Bizkaiko Itzulia est une course cycliste espagnole disputée au mois de juillet dans la province de Biscaye, au Pays basque. Elle est organisée par la Sociedad Ciclista Balmasedana,. 
Cette compétition est réservée aux cyclistes juniors (moins de 19 ans). Elle compte à son palmarès de nombreux vainqueurs qui sont ensuite passés dans les rangs professionnels.

## Palmarès
| Année | Vainqueur             | Deuxième              | Troisième                 |
| ----- | --------------------- | --------------------- | ------------------------- |
| 1995  | Iban Mayo             | Carlos Díez           | Igor Díez                 |
| 1996  | Xavier Florencio      | Gaizka Lejarreta (es) | Andoni Aranaga            |
| 1997  | Iker Camaño           | Jacinto Ceballos      | Asier Bajo                |
| 1998  | Alfonso Rodríguez     | Jon Velasco           | Arkaitz Areitio           |
| 1999  | Juan Carlos Escámez   | David López García    | Juan Antonio de la Fuente |
| 2000  | Aitor Hernández       | José Miguel García    | Jon Arana                 |
| 2001  | Jon Arana             | Íñigo Lariz           | Mikel García              |
| 2002  | Iban Iriondo          | Cristian Carreras     | Borja Franco              |
| 2003  | Julen Goikoetxea (en) | Beñat Intxausti       | Diego Milán               |
| 2004  | Jonathan Castroviejo  | Arkaitz Durán         | Rubén Reig                |
| 2005  | Jonathan Castroviejo  | Sergi Seco            | José Ignacio Blanco       |
| 2006  | Miguel Mínguez        | Pascual Martín        | Markel Antón              |
| 2007  | Mikel Landa           | Samuel del Valle      | Peio Bilbao               |
| 2008  | Pedro Macías          | Igor Merino           | Jordi Simón               |
| 2009  | Santiago Ramírez      | David Diañez          | Vincent Henaff            |
| 2010  | Alexey Ryabkin        | Carlos Jiménez        | Alexey Rybalkin           |
| 2011  | Francisco Medina      | Miguel Ángel Benito   | Héctor Sáez               |
| 2012  | Iván García Cortina   | Juan Camacho          | Óscar González del Campo  |
| 2013  | Cristian Rodríguez    | Enric Mas             | Iván García Cortina       |
| 2014  | Étienne Fabre         | Xavier Cañellas       | Vitalii Ivshin            |
| 2015  | Tomeu Gelabert        | Alex Braybrooke       | Joan Bou                  |
| 2016  | Franklin Chacón       | Vicent Roig           | João Almeida              |
| 2017  | Ben Healy             | Remco Evenepoel       | Oier Lazkano              |
| 2018  | Carlos Rodríguez      | Wessel Krul           | Mason Hollyman            |
| 2019  | Carlos Rodríguez      | Oliver Knight         | Juan Ayuso                |
| 2020  | Pas organisé          | Pas organisé          | Pas organisé              |
| 2021  | Gonçalo Tavares       | António Morgado       | Iván Romeo                |
| 2022  | Will Smith            | Estanislao Calabuig   | Markel Beloki             |
| 2023  | Joan Gamundi          | Angus Stoneham        | Markel Beloki             |
| 2024  | Aimar Marín           | Nathan Smith          | Emilio García Gómez       |
| 2025  | Lucas Jackson         | Xavi Mestre           | Killian Lamargot          |